# 3000m 달리기 대한민국 기록 추이
3000m 달리기 대한민국 기록 추이는 다음과 같다.

## 남자
| # | 기록 | 차이 | 선수 | 소속 | 날짜 | 대회명 | 개최지 | 경기장 | 주석 및 기타 | 동영상 |

## 여자
| # | 기록        | 차이     | 선수   | 소속     | 날짜         | 대회명                            | 개최지        | 경기장          | 주석 및 기타                                  | 동영상 |
|   | 9분 39초 3  |          | 김순화 | 고려대   | 1983. 09. 11 | 제37회 전국 육상 경기 선수권 대회 | 대한민국 서울 |                 | 종전: 김선화 3년 전 같은 대회 기록 9초 1 단축 |        |
|   | 9분 21초 99 | -        | 임춘애 | 성보여상 | 1986. 06. 21 | 제67회 전국 체육 대회             | 대한민국 서울 | 올림픽 주경기장 | 종전 9분 36.04                                |        |
|   | 9분 11초 36 | +        | 정영임 | 코오롱   | 1992. 05. 01 | 제46회 전국 육상 선수권 대회      | 대한민국 서울 | 잠실 주경기장   | 종전 아시안 게임 임춘애 9분 11초 92           |        |
|   | 9분 08초 79 | - 2.57초 | 정영임 | 코오롱   | 1992. 09. 18 | 제4회 세계주니어육상선수권대회    | 대한민국 서울 | 잠실 주경기장   | 예선                                          |        |
|   | 9분 00초 30 | - 8.49초 | 정영임 | 코오롱   | 1992. 09. 20 | 제4회 세계주니어육상선수권대회    | 대한민국 서울 | 잠실 주경기장   | 결선 7위                                      |        |

## 더 읽어보기
- 남자 3000m 달리기 세계 기록 추이
- 여자 3000m 달리기 기록 추이